# (15275) 1991 GV6
A (15275) 1991 GV6 a Naprendszer kisbolygóövében található aszteroida. Eric Walter Elst fedezte fel 1991. április 8-án.